# دیزی، آرکانزاس
دیزی (به انگلیسی: Daisy) یک شهر در ایالات متحده آمریکا است که در شهرستان پایک، آرکانزاس واقع شده‌است. دیزی ۳٫۷۳ کیلومتر مربع مساحت و ۱۱۵ نفر جمعیت دارد و ۱۸۹ متر بالاتر از سطح دریا واقع شده‌است.